# Nicholas Aylward Vigors
Nicholas Aylward Vigors (1785 – 26 tháng 10 năm 1840) là một nhà động vật học và chính trị gia người Ireland.

## Thiếu thời
Vigors sinh ở Old Leighlin, Quận Carlow. Ông học tại Trường Trinity, Oxford. Ông phục vụ quân đội trong suốt chiến tranh Bán Đảo từ 1809 đến 1811. Sau đó ông trở về đại học Oxford, lấy bằng Cử nhân (B.A.) năm 1815 và Thạc sĩ (M.A.) năm 1817, ông hành nghề luật sư và được trao giải D.C.L. năm 1832.